# Dicercoclados
Dicercoclados là một chi thực vật có hoa trong họ Cúc (Asteraceae).

## Loài
Chi Dicercoclados gồm các loài: